# Alex Haindl
Alexander F. Haindl (Durban, 3 februari 1983) is een golfprofessional uit Zuid-Afrika. 
Alex heeft een Oostenrijkse vader. Op 13-jarige leeftijd had Haindl al een scratch handicap. 

## Professional
Hij werd in 2000 professional en gaf de eerste jaren les in Bloemfontein, waar hij nog steeds woont. Hij geeft 's zomers ook les in Sankt Georgen am Längsee in Oostenrijk, waar hij bij Markus Brier in de Markus Brier Foundation traint en begeleid wordt door zijn manager Peter Hofstätter.
Sinds 2005 speelt hij toernooien op de Sunshine Tour en in 2009 begon hij op de Europese Challenge Tour. Bij het Joburg Open 2010 maakte hij een derde ronde van 66 en kwam hij op een gedeeld vierde plaats achter Charl Schwartzel, Darren Clarke en Hendrik Buhrmann. 

## Gewonnen
Sunshine Tour
- 2006: Suncoast Classic

## Trivia
Zijn broer Oscar is de caddie van Tjaart Van der Walt.